# Peter Orloff

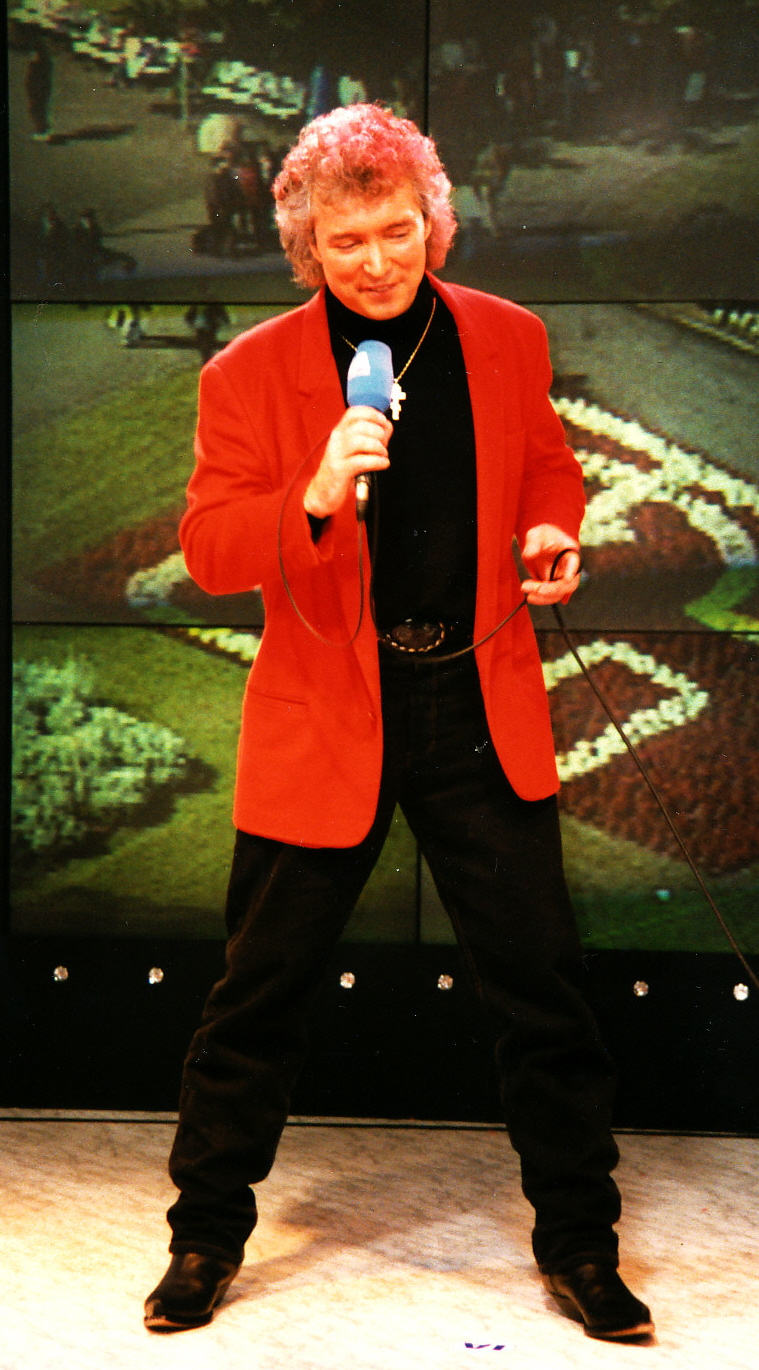
Peter Orloff (1992)

Peter Orloff (* 12. März 1944 in Lemgo, eigentlich Pjotr Nikolajewitsch von Orlow) ist ein deutscher Schlagersänger, Komponist, Liedtexter und Musikproduzent.

## Leben
Peter Orloff entstammt einer russischen Familie. Seine Mutter Galina Hildegard war Deutsche; sein Vater Nikolai von Orlow stammte aus einer russischen Adelsfamilie und war ein evangelischer Geistlicher, der in den 1930er-Jahren den Schwarzmeer Kosaken-Chor mitbegründete und jahrzehntelang leitete. Mit 14 Jahren sang Peter Orloff als jüngstes Mitglied bereits in diesem Chor, mit 17 Jahren als Solosänger, und unternahm mit dem Chor Konzertreisen durch Europa. Er erhielt professionellen Gesangsunterricht und hatte anfangs das Berufsziel, Opernsänger zu werden. Nach der Schule (Abitur am Christian-Dietrich-Grabbe-Gymnasium Detmold) studierte er auf Wunsch seines Vaters Rechtswissenschaften in Köln. In den 1960er-Jahren gründete er die Musikband The Cossaks, dann wurde er vom Textdichter Heinz Korn entdeckt, bei dem er als Studiosänger tätig war, und veröffentlichte 1967 mit der Coverversion von Das schönste Mädchen der Welt, einem der größten Hits des DDR-Sängers Günter Geißler (Text und Musik), seine erste Schallplatte.
Mit seinem zweiten Song Es ist nie zu spät kam er 1967 in die offiziellen Charts. Sein bis heute erfolgreichster selbst gesungener Titel Ein Mädchen für immer erreichte 1971 Platz 16 in den deutschen Charts und erhielt eine Goldene Schallplatte. In Belgien wurde Ein Mädchen für immer zum Nummer-eins-Hit in den Singlecharts. Weitere Plattenerfolge als Sänger waren Jeder hat dich gern – einer hat dich lieb, Immer wenn ich Josy seh’ (Coverversion von Kara, Kara), Cora, komm nach Haus’ (Coverversion von Tom Tom Turn Around) oder Ein klasse Girl ist Monika.
Mit seinen Hits trat er allein in der ZDF-Hitparade insgesamt 28 mal auf. Von dieser Sendung wurde er Anfang der 1970er-Jahre zeitweise ausgeschlossen, nachdem Manipulationsversuche bei den Stimmkarten für seinen Titel Baby Dadamda aufgedeckt wurden. Dabei seien „11.307 Postkarten mit derselben Handschrift ausgefüllt und gleich bündelweise demselben Postamt aufgegeben“ worden. Orloff selbst beteuerte diesbezüglich vehement seine Unschuld. Genau ein Jahr später kehrte er in die ZDF-Hitparade zurück und belegte mit Ein Mädchen für immer den zweiten Platz. Insgesamt dreimal war er Sieger der ZDF-Hitparade.
1974 wirkte er neben Bernd Clüver unter der Regie von Siggi Götz in dem Schlager-Spielfilm Zwei im siebenten Himmel mit, zu dem er auch die Filmmusik komponierte. Den Durchbruch als Komponist hatte Orloff, als er 1969 für Peter Maffay die Musik zum Titel Du schrieb, der einer der größten Single-Erfolge Maffays wurde. Gleichbedeutend sind die beiden Nummer-eins-Hits Der Junge mit der Mundharmonika und Der kleine Prinz von Bernd Clüver, bei denen Orloff sowohl für den Text als auch die Musik verantwortlich zeichnete. Auch für Künstler wie Freddy Quinn, Rex Gildo, Renate Kern, Bata Illic, Heino, Bernhard Brink, Marion Maerz, Séverine, Elfi Graf, Nina & Mike, Lolita, Mel Jersey, Roy Black und Julio Iglesias schrieb er Titel. Außerhalb des Schlagergenres arbeitete er u. a. auch mit der Deutschrockband Franz K. und mit Birth Control zusammen, mit denen er auch seinen Hit Das brennt so heiß wie Feuer einspielte.
Nach dem Single-Erfolg Ich liebe Dich aus der Feder von Drafi Deutscher und mit Beginn der Neuen Deutschen Welle Anfang der 1980er-Jahre wurde es ruhiger um Orloff. Doch auch in jener Zeit war er, vor allem in Österreich, weiter erfolgreich. Für Radio Luxemburg komponierte er 1975 die Titelmelodie der Sendung RTL-12 Uhr Mittags, die er mit seinem Peter Orloff Sound Orchester einspielte. Mit Königin der Nacht landete er in den 1980er Jahren den ersten großen Mallorca-Hit.
In den 1990er-Jahren widmete sich Orloff zudem der volkstümlichen Musik, blieb aber auch im Schlagergenre aktiv. Mit Guildo Horn trat er im Wechsel im Kölner Luxor auf. Er gewann mit Ein Mädchen für immer die von Dieter Thomas Heck produzierte ARD Deutsche Schlagerparade. Seit 1993 ist er musikalischer Gesamtleiter des Schwarzmeer Kosaken-Chores und tritt mit diesem in Kirchen und Konzertsälen auf.
Im Januar 2019 war er mit einer Neuaufnahme von Ein Mädchen für immer auf Platz 7 der deutschen i-Tunes-Charts. Im Mai eroberte er mit seinem Album Teure Heimat (Peter Orloff & der Schwarzmeer Kosaken-Chor) Platz 2 der offiziellen deutschen Charts der GfK Top 10 Volkstümliche Musik. In der Jahresauswertung gelangte das Album dort in die Top 20. Am 6. Dezember 2019 kam Peter Orloff mit diesem Album erstmals in die offiziellen Top 100 Album-Charts der GfK.
Im Januar 2020 wurde er mit zwei Smago Awards ausgezeichnet als „Der Titan“ und als „Dschungelkönig der Herzen“.

## Privates
Peter Orloff ist seit 1992 verheiratet und lebt in Overath bei Köln.

## Teilnahme bei Reality-Shows im TV
Im Januar 2019 war er Kandidat der 13. Staffel der Reality-TV-Show Ich bin ein Star – Holt mich hier raus!, belegte den 3. Platz und erhielt die Auszeichnung „Dschungelkönig der Herzen“. Im November trat er als ältester Teilnehmer aller Zeiten weltweit beim „Ninja Warrior“ Promi-Special an.

## Soziales Engagement
Orloff unterstützte mit 40.000 Euro seiner Gage die Reiner Meutsch Stiftung FLY & HELP beim Bau einer Schule in Argentinien und ist auch im Kuratorium der Stiftung und deren Botschafter. Zudem ist er Botschafter des Kinderhilfswerkes ICH – Inter-National Children Help.

## Filmografie
- 1971: Die tollen Tanten schlagen zu
- 1974: Zwei im siebenten Himmel

## Diskografie
Studioalben

| Jahr | Titel Musiklabel                           | Höchstplatzierung, Gesamtwochen, AuszeichnungChartplatzierungen (Jahr, Titel, Musiklabel, Platzierungen, Wochen, Auszeichnungen, Anmerkungen) | Höchstplatzierung, Gesamtwochen, AuszeichnungChartplatzierungen (Jahr, Titel, Musiklabel, Platzierungen, Wochen, Auszeichnungen, Anmerkungen) | Höchstplatzierung, Gesamtwochen, AuszeichnungChartplatzierungen (Jahr, Titel, Musiklabel, Platzierungen, Wochen, Auszeichnungen, Anmerkungen) | Anmerkungen                                                               |
| Jahr | Titel Musiklabel                           | DE | AT | CH | Anmerkungen                                                               |
| ---- | ------------------------------------------ | --- | --- | --- | ------------------------------------------------------------------------- |
| 1968 | Peter Orloff Cornet                        | — | — | — | Erstveröffentlichung: 1968                                                |
| 1969 | Schlager-Autogramm Cornet                  | — | — | — | Erstveröffentlichung: 1969                                                |
| 1971 | Ein Mädchen für immer Decca Records        | — | — | — | Erstveröffentlichung: 1971                                                |
| 1972 | Das brennt so heiß wie Feuer Decca Records | — | — | — | Erstveröffentlichung: 1972                                                |
| 1973 | Eliza Decca Records                        | — | — | — | Erstveröffentlichung: 1973                                                |
| 1976 | Disco Hit Gitarre HörZu                    | — | — | — | Erstveröffentlichung: 1976 als Peter Orloff Sound Orchester               |
| 1976 | Ich bestell schon mal das Himmelbett HörZu | — | — | — | Erstveröffentlichung: 1976                                                |
| 1976 | Disco Hit Instrumental Aladin              | — | — | — | Erstveröffentlichung: 1976 als Peter Orloff Sound Orchester               |
| 1977 | Die Nacht, als Christina fortlief Aladin   | — | — | — | Erstveröffentlichung: 1977                                                |
| 1978 | Immer wenn ich Josy seh’ Aladin            | — | — | — | Erstveröffentlichung: 1978                                                |
| 1979 | Sound-Orchester ’79 Aladin                 | — | — | — | Erstveröffentlichung: 1979 als Peter Orloff Sound Orchester               |
| 1982 | Der Barbar Aladin                          | — | — | — | Erstveröffentlichung: 1982                                                |
| 1982 | The Fifties Live On Aladin                 | — | — | — | Erstveröffentlichung: 1982 als Peter Orloff Sound Orchester               |
| 1992 | Heut’ Nacht, eventuell MCP                 | — | — | — | Erstveröffentlichung: 1992                                                |
| 1996 | Damoj MCP                                  | — | — | — | Erstveröffentlichung: 1996 mit dem Schwarzmeer Kosaken-Chor               |
| 2005 | Liebesgrüße aus Russland MCP               | — | — | — | Erstveröffentlichung: 19. September 2005 mit dem Schwarzmeer Kosaken-Chor |
| 2011 | Der Traum des Zaren MCP                    | — | — | — | Erstveröffentlichung: 18. November 2011 mit dem Schwarzmeer Kosaken-Chor  |
| 2016 | Von Kiew nach St. Petersburg MCP           | — | — | — | Erstveröffentlichung: 2. Januar 2016 mit dem Schwarzmeer Kosaken-Chor     |
| 2019 | Teure Heimat – Die Gold Edition Telamo     | DE83 (3 Wo.)DE | — | — | Erstveröffentlichung: 3. Mai 2019 mit dem Schwarzmeer Kosaken-Chor        |

grau schraffiert: keine Chartdaten aus diesem Jahr verfügbar